# Số nguyên tố Ramanujan
Số nguyên tố Ramanujan là tên gọi các số nguyên tố thỏa mãn một kết quả do nhà toán học Ấn Độ Srinivasa Ramanujan tìm ra.